# Хое
Хое́ (рос. Хоэ) — село у складі Александровськ-Сахалінського району Хабаровського краю, Росія.

## Населення
Населення — 481 особа (2010; 926 у 2002).
Національний склад (станом на 2002 рік):
- росіяни — 83 %